# عاشیق زولفیه
زولفیه عبادوا معروف به عاشیق زولفیه (ترکی آذربایجانی: Zülfiyyə İbadova؛ زاده ۲۶ نوامبر ۱۹۷۰) یک عاشیق و خواننده اهل جمهوری آذربایجان است.
وی در سال ۱۹۷۰ به دنیا آمد. او عاشقی پویا است و سبک منحصر به فرد خود را دارد. زولفیه آهنگ‌های زیادی ساخته از و علاقه‌مند به نوآوری در زمینه ترکیب ساز با آلات دیگر می‌باشد. پسر زولفیه، بابک نیز راه مادرش را ادامه می‌دهد.